# カステル・カンパニャーノ
カステル・カンパニャーノ（伊: Castel Campagnano）は、イタリア共和国カンパニア州カゼルタ県にある、人口約1,400人の基礎自治体（コムーネ）。

## 地理

### 位置・広がり

#### 隣接コムーネ
隣接するコムーネは以下の通り。括弧内のBNはベネヴェント県所属を示す。
- アモロージ (BN)
- カイアッツォ
- ドゥジェンタ (BN)
- リマートラ (BN)
- メリッツァーノ (BN)
- ルヴィアーノ

### 気候分類・地震分類
カステル・カンパニャーノにおけるイタリアの気候分類 (it) および度日は、zona C, 1158 GGである。
また、イタリアの地震リスク階級 (it) では、zona 2 (sismicità media) に分類される。

## 文化・観光
「スローシティ」加盟都市である。